# Ново-Московское
Ново-Московское (Пёршкен, Поплиттен до 1946 года, нем. Poplitten, лит. Popalyčiai) — посёлок в Багратиновском районе Калининградской области. Входит в состав Пограничного сельского поселения. Через село идёт железная дорога (остановочная платформа "1312 км").

## География
Посёлок Ново-Московское расположен на западе области, на левобережье реки Прохладной (б. Фришинг), в 4 км к востоку от города Ладушкина, в 11 км к северо-востоку от населённого пункта с парным названием Московское.

## История
Некогда, между Пёршкеном, Патерсортом и Бранденбургом простиралась Бранденбургская пуща. На месте сегодняшнего смешанного леса когда-то рос буковый лес — самый древний в Восточной Пруссии. Пыльцевой анализ и исторические исследования показали, что буковый лес существовал с первых десятилетий тысячелетия вплоть до его полной вырубки в конце XVII века.
Впервые община Пёршкен упоминается в 1386 году, но населенный пункт с кирхой появились ранее. Существует информация, что первая церковь была построена в 1261 году. Через год, во время второго прусского восстания, она сгорела. К концу XIII века кирху отстроили вновь. Отдельные фрагменты стен кирхи в Пёршкене относятся к XIV веку, позже кирха расширялась и много раз перестраивалась.
17 марта 1945 года населенный пункт был взят войсками Красной Армии. В 1946 году Пёршкен был переименован в поселок Ново-Московское.
В настоящее время на окраине Ново-Московского существует община российских немцев. В поселке есть небольшая евангелическая капелла.

## Население
| 2002 | 2010 |
| ---- | ---- |
| 684  | ↘645 |